# Trevor Horn

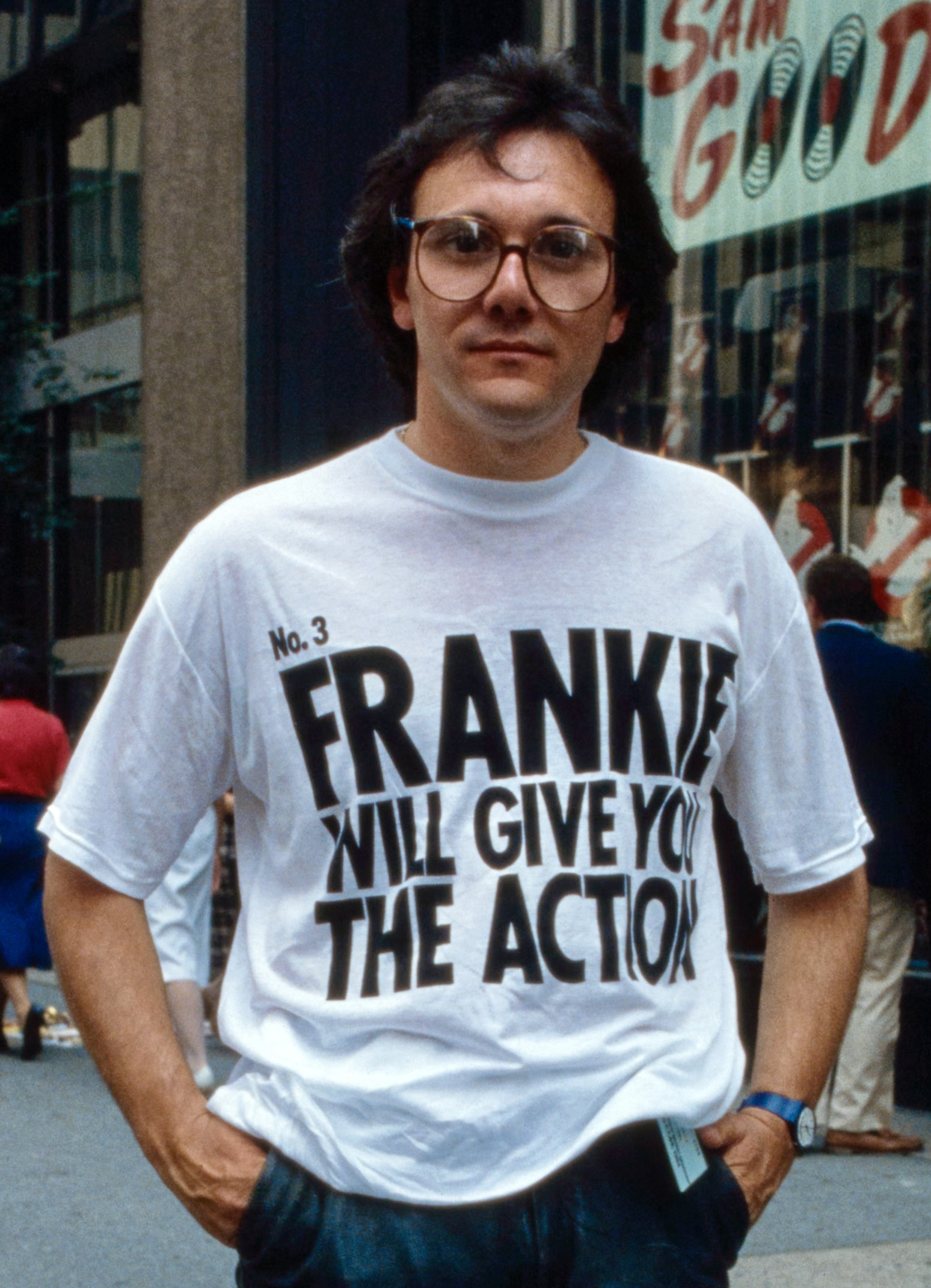
Trevor Horn (1984)

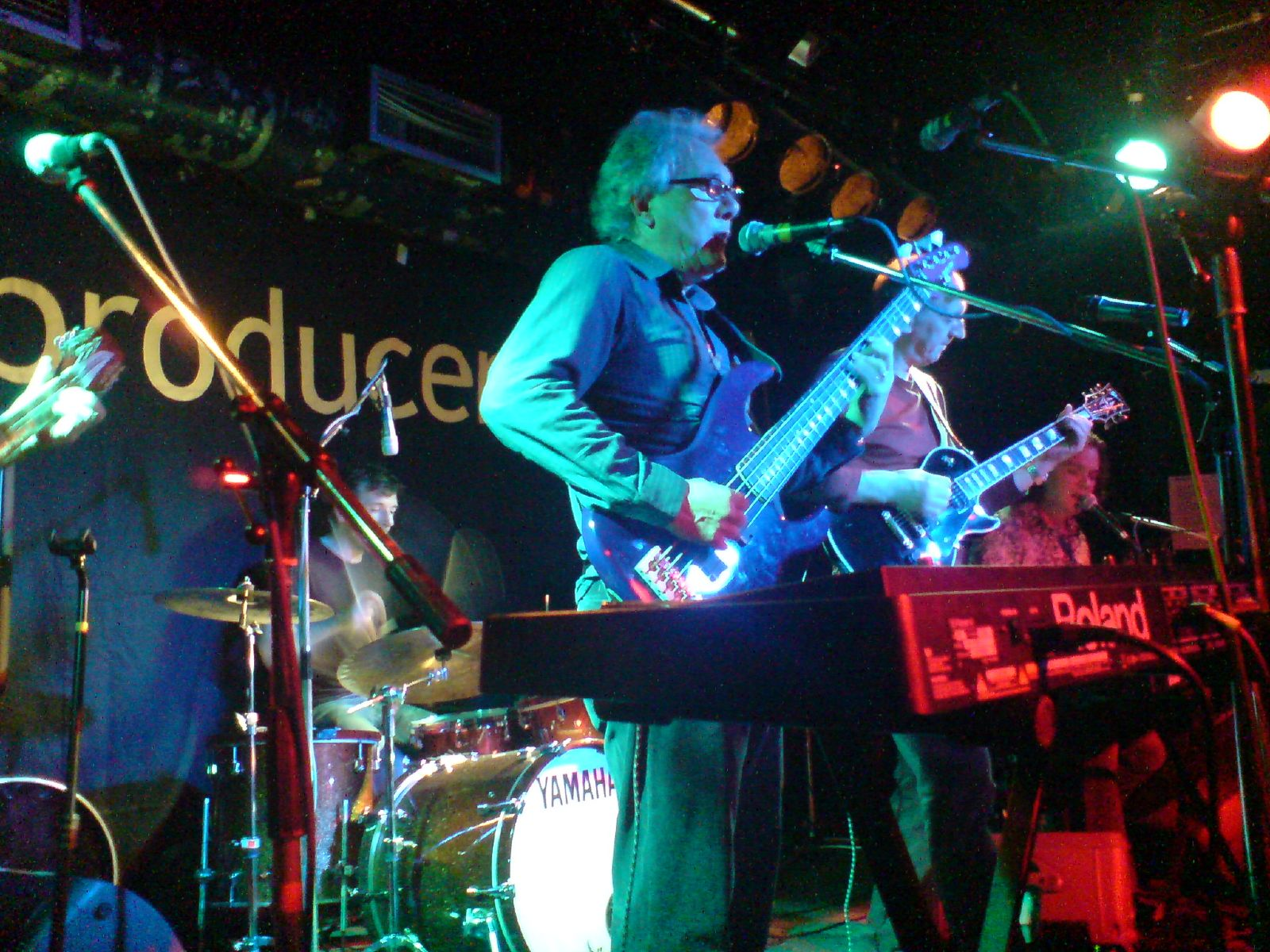
Trevor Horn (Mitte) bei einem Konzert mit The Producers (2007)

Trevor Charles Horn, CBE (* 15. Juli 1949 in Hetton-le-Hole, County Durham, England) ist ein britischer Musikproduzent, Musiker und Komponist. Er wird beschrieben als „der Mann, der die Achtziger erfand“, da er zahlreiche berühmte und prägende Künstler dieser Dekade produzierte. Als Sänger der Buggles hatte er mit Video Killed the Radio Star im Jahr 1979 einen Welthit.

## Leben
Mit seiner Band Buggles hatte Horn im Herbst 1979 den Hit Video Killed the Radio Star. Der Song war in England ein Nummer-1-Hit und lief als erster Clip zum Start von MTV im August 1981. In diesem Musikvideo ist auch der junge Hans Zimmer am Keyboard zu sehen.
1980 wurde Horn Mitglied der Gruppe Yes, verließ die Band jedoch nach sieben Monaten wieder, um sich auf seine Tätigkeit als Produzent zu konzentrieren. Seine ersten Veröffentlichungen waren The Lexicon of Love von ABC und The Dollar Album von Dollar. 1983 übernahm er zusammen mit seiner Frau Jill Sinclair und dem Musikjournalisten Paul Morley das „Basing Street Studio“ vom Island-Gründer Chris Blackwell. Gleichzeitig gründete er das Musiklabel ZTT, auf dem zahlreiche seiner Produktionen erschienen.
In der Folgezeit prägte er mit häufig wechselnden Assistenten einen eigenen markanten Stil. In seinen ersten Produktionen mit Frankie Goes to Hollywood, The Art of Noise und Propaganda machte er konsequenten Gebrauch von neuen technischen Möglichkeiten, insbesondere der computerbasierten Musikproduktion. In den äußerst aufwendigen und ausgefeilten Produktionen kam neben herkömmlichen Instrumenten auch erstmals das Sampling in großem Umfang zum Einsatz. Besonders der Fairlight CMI in den Versionen II und III wurde intensiv genutzt. Trevor Horn hat somit zumindest in Teilbereichen den Popmusik-Sound der 1980er-Jahre entscheidend mitgeprägt und ihn unverwechselbar gemacht. In den 1980er- und 1990er-Jahren war er auch kommerziell einer der erfolgreichsten Musikproduzenten. Musikkritiker Bob Stanley schrieb: „Trevor Horn hätte damals auch einen kaputten Wecker zum globalen Sex-Symbol zaubern können – ihm gelang einfach alles.“
Ein weiteres Novum war der kreative Einsatz von Maxi-Singles im Marketing mit mehreren differenzierten Remixes, die sich oft deutlich von den üblichen Singles abhoben und experimentell produziert wurden. Die erste Maxi-Single von Frankie Goes to Hollywoods Relax gilt in dieser Hinsicht als Gründungsimpuls des Genres.

### Produzent
Trevor Horn produzierte eine Reihe zum Teil sehr unterschiedlicher Künstler und Bands:
- ABC
- The Art of Noise
- Band Aid
- Barry Manilow
- Belle and Sebastian
- Cher
- David Jordan
- Dollar
- The Frames
- Frankie Goes to Hollywood
- Genesis
- Godley & Creme
- Grace Jones
- Heaven 17
- Jeff Beck
- LeAnn Rimes
- Lisa Stansfield
- Mike Oldfield
- Malcolm McLaren
- Marc Almond
- 9nine
- Ou Est Le Swimming Pool
- Paul McCartney
- Pet Shop Boys
- Propaganda
- Robbie Williams
- Rod Stewart
- Seal
- Simple Minds
- Jimmy Somerville
- Spandau Ballet
- Sugababes
- t.A.T.u.
- Tina Turner
- Wendy and Lisa
- Yes

Bei einigen dieser Projekte war Trevor Horn dabei nicht nur als Produzent, sondern auch als Komponist aktiv (insbesondere bei The Art of Noise, Grace Jones und Yes). 1992 komponierte und produzierte er zudem gemeinsam mit Hans Zimmer den Soundtrack für den Film Toys von Barry Levinson. Weltweit erfolgreichster Künstler in den letzten Jahren war Seal. Für die Arbeit an Seals zweitem Album gewann Horn 1996 einen Grammy, nachdem er zuvor schon einige Male „Record Producer of the Year“ gewesen war.
Im Herbst 2004 feierte Horn sein 25-jähriges Musikschaffen mit einer Hit-Revue in London, in der nahezu alle Künstler – von Dollar über Propaganda und t.A.T.u. hin zu Seal und Frankie Goes to Hollywood – ihre von Horn produzierten Welthits auf der Bühne der Wembley Arena – und vor den Augen des Schirmherrn Prinz Charles – aufführten. Des Weiteren schrieb er mit Pass the Flame den offiziellen Song der Olympischen Sommerspiele 2004 in Athen und produzierte das Olympia-Album Unity, auf dem unter anderen auch Tarkan und Giannis Kotsiras zu hören sind.
Aus der Studio-Assistenz bei Trevor Horn gingen viele erfolgreiche Produzenten und Toningenieure hervor. So begann etwa Hugh Padgham als Toningenieur bei Aufnahmesessions von Yes und wurde später selbst ein erfolgreicher Produzent (unter anderen mit Phil Collins und Sting). Eine ähnliche Entwicklung nahm Stephen Lipson, der insbesondere bei den frühen ZTT-Acts eine wichtige Rolle spielte und später die Simple Minds sowie Annie Lennox produzierte. Bei diesen Produktionen wirkten häufig auch Gary Langan als Toningenieur, J. J. Jeczalik als Keyboarder/Programmierer und Anne Dudley als Arrangeurin mit, die zugleich die erste Besetzung von The Art of Noise bildeten. Ein weiterer Toningenieur war Julian Mendelsohn, der später als Co-Produzent und Remixer mit Kate Bush, Level 42 und den Pet Shop Boys arbeitete. Ebenfalls bekannt wurde Guy Sigsworth, der zum Teil Seal co-produzierte und später als Produzent von Acts im Electronica-Bereich wie Björk, Lamb und Mandalay hervortrat.

## Privates
Horn heiratete die frühere Mathematiklehrerin Jill Sinclair im Jahre 1980. Sie haben zusammen vier Kinder, die Söhne Aaron (geboren 1984) und William sowie die Töchter Gabriella und „Ally“ (Alexandra). Jill Sinclair starb im Alter von 61 Jahren am 22. März 2014 an Krebs.

## Produktionen (Auswahl)
- 1982: The Look of Love – ABC
- 1982: Leave It – Cinema/Yes
- 1983: Owner of a Lonely Heart – Yes
- 1983: Moments in Love – The Art of Noise
- 1983: Relax – Frankie Goes to Hollywood
- 1984: Dr. Mabuse – Propaganda
- 1984: Welcome to the Pleasuredome – Frankie Goes to Hollywood
- 1984: Do They Know It’s Christmas? – Band Aid
- 1984: The Power of Love – Frankie Goes to Hollywood
- 1985: Slave to the Rhythm – Grace Jones
- 1989: Belfast Child – Simple Minds
- 1990: Crazy – Seal
- 1999: Carpet Crawlers 1999 – Genesis